# Wasmuth portfolio

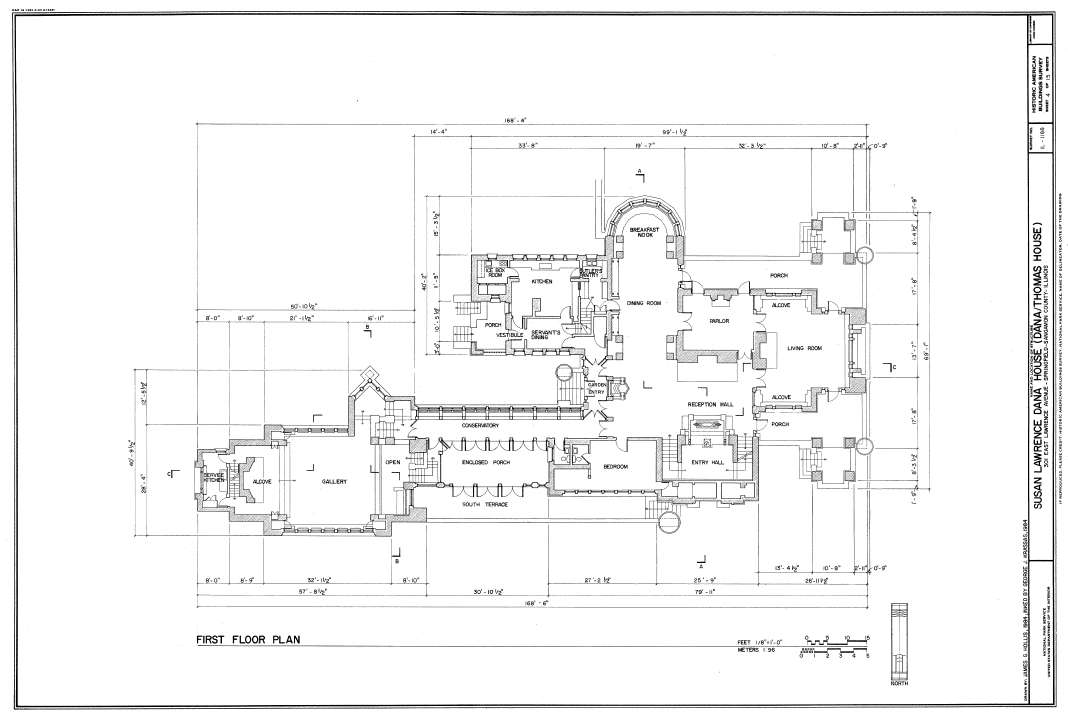
La Dana House

Le portfolio Wasmuth (1910) est un recueil en deux volumes de 100 lithographies du travail de l’architecte américain Frank Lloyd Wright (1867-1959).
Il fut publié en Allemagne sous le titre Ausgeführte Bauten und Entwurfe (bâtiments et projets exécutés) en 1910 par l’éditeur berlinois Ernst Wasmuth, avec en accompagnement une monographie par Wright. Il contenait des plans et des perspectives (linéaires uniquement) de son travail entre 1893 et 1909. C’était la toute première publication d’aucune sorte de l’œuvre de Wright dans le monde puisqu’il n’avait rien publié durant les vingt années précédentes de travail aux États-Unis.
L’importance de ce portfolio vint du lien qu’il crée entre l’architecture pionnière américaine de Wright et la toute première génération d’architectes Modernes en Europe. Wright fit un tour d’Europe d’un an, d’octobre 1909 à octobre 1910, en partie pour promouvoir son portfolio.
L’influence précoce de Wright sur le nord de l’Europe ne souffre pas de doute : on sait que Le Corbusier en posséda une copie ; les architectes autrichiens Rudolf Schindler et Richard Neutra, émigrèrent tous les deux aux États-Unis dans le but de travailler chez Wright ; et un coup d’œil à la mairie d’Hilversum faite par Willem Marinus Dudok en 1924 trahit ses origines. Lors de la publication du portfolio, trois architectes éminemment influents du XXe siècle (Le Corbusier, Ludwig Mies van der Rohe et Walter Gropius) étaient tous en train de travailler comme assistant dans l’atelier de Peter Behrens à Berlin, où, paraît-il, l’atelier s’arrêta de travailler le jour où il reçut le portfolio. Si cette histoire est vraie, cela montre l’impact immédiat de l’architecture de Wright dans les cercles européens de l’époque, à partir du moment où Behrens a probablement reçu une copie du portfolio Wasmuth, au mieux quelques jours ou semaines après sa publication.
Wright n’a jamais voulu admettre que les échanges se firent dans les deux sens, et prétendit n’avoir rien retenu de ses années passées en Europe. Cependant le travail d’un spécialiste de Wright, Antony Alofsin, suggère que Wright fut énormément influencé par le travail du Wiener Secession. En retour, quelques années après, le mouvement néerlandais De Stijl repris le design de Wright. Les plus grandes figures de De Stilj reconnaissent quelque influence de Wright.
À peu près la moitié des images du portfolio Wasmuth est dû au travail de l’architecte Marion Mahony Griffin, un temps assistant de Wright, dont le style graphique fut pour beaucoup dans le succès de la publication.